# Гойя (премия, 2009)
XXIII церемония вручения премии «Гойя» состоялась 1 февраля 2009 года в мадридском Дворце конгрессов. Ведущие — Кармен Мачи и Мучачада Нуи.

## Номинации

### Главные премии
| Лучший фильм | Лучший режиссёр |
| --- | --- |
| - Дорога / Camino - Слепые подсолнухи / Los girasoles ciegos - Сёстры по крови / Sólo quiero caminar - Убийства в Оксфорде / Los crímenes de Oxford | - Хавьер Фессер — Дорога / Camino - Хосе Луис Куэрда — Слепые подсолнухи / Los girasoles ciegos - Алекс де ла Иглесиа — Убийства в Оксфорде / Los crímenes de Oxford - Агустин Диас Янес — Сёстры по крови / Sólo quiero caminar                                                                |
| Лучший актёр | Лучшая актриса |
| - Бенисио Дель Торо — Че: часть 1. Аргентинец. / Che: Part One - Рауль Аревало — Слепые подсолнухи / Los girasoles ciegos - Хавьер Камара — Фирменное блюдо / Fuera de carta - Диего Луна — Сёстры по крови / Sólo quiero caminar                                                   | - Карме Элиас — Дорога / Camino - Марибель Верду — Слепые подсолнухи / Los girasoles ciegos - Вероника Эчеги — Мой тюремный двор / El patio de mi cárcel - Ариадна Хиль — Сёстры по крови / Sólo quiero caminar                                                                                 |
| Лучший актёр второго плана | Лучшая актриса второго плана |
| - Хорди Даудер — Дорога / Camino - Фернандо Техеро — Фирменное блюдо / Fuera de carta - Хосе Анхель Эхидо — Слепые подсолнухи / Los girasoles ciegos - Хосе Мария Яспик — Сёстры по крови / Sólo quiero caminar                                                                     | - Пенелопа Крус — Вики Кристина Барселона / Vicky Cristina Barcelona - Эльвира Мингез — Трусы / Cobardes - Росана Пастор — Заговор в Эскориале / La conjura de El Escorial - Тина Сайнс — Майская кровь / Sangre de mayo                                                                        |
| Лучший оригинальный сценарий | Лучший адаптированный сценарий |
| - Дорога / Camino — Хавьер Фессер - Сёстры по крови / Sólo quiero caminar — Агустин Диас Янес - Пепел с небес / Cenizas del cielo — Дионисио Перес Галиндо, Игнасио дель Мораль и Хосе Антонио Кирос - Возвращение в Ансалу / Retorno a Hansala — Чус Гутьеррес и Хуан Карлос Рубио | - Слепые подсолнухи / Los girasoles ciegos — Рафаэль Аскона и Хосе Луис Куэрда - Че: часть 1. Аргентинец. / Che: Part One — Питер Бучман - Убийства в Оксфорде / Los crímenes de Oxford — Хорхе Геррикаэчеваррия и Алекс де ла Иглесиа - Твоё слово / Una palabra tuya — Анхелес Гонсалес-Синде |
| Лучший мужской актёрский дебют | Лучший женский актёрский дебют |
| - Ланги — Уловки однорукого / El truco del manco - Альваро Сервантес — Игра повешенного / El juego del ahorcado - Луис Бермехо Прието — Твоё слово / Una palabra tuya - Мартин Ривас — Слепые подсолнухи / Los girasoles ciegos                                                     | - Нереа Камачо — Дорога / Camino - Ана Вагенер — Мой тюремный двор / El patio de mi cárcel - Эсперанса Педреньо — Твоё слово / Una palabra tuya - Фара Хамед — Возвращение в Ансалу / Retorno a Hansala                                                                                         |
| Лучший иностранный фильм на испанском языке | Лучший европейский фильм |
| - Чудесная жизнь / La buena vida • Чили - Угри / Acné • Уругвай - И пес пожрал пса / Perro Come Perro • Колумбия - Озеро Тахо / Lake Tahoe • Мексика | - 4 месяца, 3 недели и 2 дня / 4 luni, 3 săptămâni şi 2 zile • Румыния - Мальчик в полосатой пижаме / The Boy in the Striped Pyjamas • Великобритания - Тёмный рыцарь The Dark Knight in / • Великобритания - На краю рая / Auf der anderen Seite • Германия                                    |
| Лучший режиссёрский дебют | Лучший мультипликационный фильм |
| - Сантьяго Санноу — Уловки однорукого / El truco del manco - Ирен Кардона — Жених для Ясмины / A Fiancé for Yasmina - Белен Масиас — Мой тюремный двор / El patio de mi cárcel - Начо Вигалондо — Преступления во времени / Timecrimes                                              | - Пропавший рысёнок / El lince perdido - Дух живого леса/ Espíritu del Bosque - Дон Кихот/ Donkey Xote - Вампир в Севилье/ RH+, el vampiro de Sevilla |

### Другие номинации
| Лучшая операторская работа | Лучший монтаж |
| --- | --- |
| - Сёстры по крови / Sólo quiero caminar — Пако Фемениа - Заговор в Эскориале / La conjura de El Escorial — Карлос Суарес - Слепые подсолнухи / Los girasoles ciegos — Ганс Бурман - Майская кровь / Sangre de mayo — Феликс Монти                                                                                                   | - Убийства в Оксфорде / Los crímenes de Oxford — Алехандро Ласаро - Приключения Мортадело и Филимона 2: Спасение Земли / Mortadelo y Filemón. Misión: salvar la Tierra — Иван Аледо - Слепые подсолнухи / Los girasoles ciegos — Начо Руис Капильяс - Сёстры по крови / Sólo quiero caminar — Хосе Сальседо |
| Лучшая работа художника | Лучший продюсер |
| - Че: часть 1. Аргентинец. / Che: Part One — Анчон Гомес - Слепые подсолнухи / Los girasoles ciegos — Бальтер Гальярт - Майская кровь / Sangre de mayo — Хиль Паррондо - Заговор в Эскориале / La conjura de El Escorial — Луис Вальес                                                                                              | - Убийства в Оксфорде / Los crímenes de Oxford — Роса Ромеро - Че: часть 1. Аргентинец. / Che: Part One — Кристина Суммарага - Слепые подсолнухи / Los girasoles ciegos — Эмильяно Отеги - Сёстры по крови / Sólo quiero caminar — Рафаэль Куэрво и Мария Педраса                                           |
| Лучший звук | Лучшие спецэффекты |
| - Камера 211. Зона / Celda 211 — Серхио Бурманн, Хайме Фернандес и Карлос Фаруоло - Агора / Agora — Питер Глоссоп и Гленн Фримантл - Танцовщица и вор / El baile de la victoria — Пьер Гамет, Начо Ройо-Вильянова и Пелайо Гутьеррес - Карта звуков Токио / Map of the Sounds of Tokyo — Айтор Беренгер, Марк Ортс и Фабиола Ордойо | - Агора / Agora — Крис Рейнольдс и Феликс Берже - Камера 211. Зона / Celda 211 — Рауль Романильос и Гильермо Орбе - Репортаж 2 / REC 2 — Сальвадор Сантана и Алекс Вильяграса - Очень испанское кино / Spanish Movie — Пау Коста и Льюис Кастельс                                                           |
| Лучшие костюмы | Лучший грим |
| - Агора / Agora — Габриэлла Пескуччи - Танцовщица и вор / El baile de la victoria — Лала Уэте - Консул Содома / El cónsul de Sodoma — Кристина Родригес - Разомкнутые объятия / Los abrazos rotos — Сония Гранде | - Агора / Agora — Джен Сьюэлл и Сюзанна Стоукс-Мантон - Камера 211. Зона / Celda 211 — Ракель Фидльго и Инес Родригес - Консул Содома / El cónsul de Sodoma — Хосе Антонио Санчес и Пакита Нуньес - Разомкнутые объятия / Los abrazos rotos — Ана Лосано и Массимо Гаттабруси                               |
| Лучшая музыка | Лучшая песня |
| - Разомкнутые объятия / Los abrazos rotos — Альберто Иглесиас - Агора / Agora — Дарио Марианелли - Камера 211. Зона / Celda 211 — Роке Баньос - Тайна в его глазах / El secreto de sus ojos — Федерико Хусид | - Yo también Жиля Милкивея — Я тоже / Yo, también - Agallas vs. Escamas Уго Сильвы — Кишечник / Agallas - Stick It to the Man Тома Кота — Планета 51 / Planet 51 - Spanish Song Аламеда До Соулна — Очень испанское кино / Spanish Movie                                                                    |
| Лучший короткометражный фильм | Лучший короткометражный мультипликационный фильм |
| - Dime que yo - La Tama - Lala - Terapia | - Женщина и смерть / La Dama y la Muerte - Alma - Маргарита / Margarita - Tachaaan! |
| Лучший документальный фильм | Лучший короткометражный документальный фильм |
| - Garbo, el hombre que salvó el mundo - Cómicos - La mirada de Ouka Leele - Últimos testigos:Fraga Iribarne — Carrillo, comunista | - Flores de Ruanda - Doppelgänger - En un lugar del cine - Luchadoras |

## Премия «Гойя» за заслуги
- Хесус Франко